# Klaus Brüngel

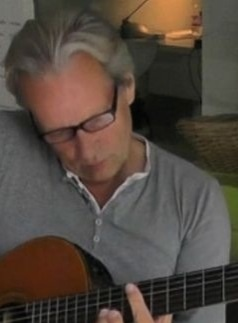
Klaus Brüngel (2013)

Klaus J. Brüngel, auch Klaus Bruengel, (* 2. Oktober 1949 in Holzwickede) ist ein deutscher Komponist. Er trat auch als Bassist (E-Bass und Kontrabass) hervor und hat zahlreiche musikalische Werke, besonders im E-Book Format verfasst. Brüngel ist auch unter dem Pseudonym Nicola de Brun bekannt. Hervorzuheben sind seine 46 musikalischen Darstellungen der Charaktere und Orte von Homers Epos Odyssee, zusammengefasst in einer „Odyssey Suite“. 2014 komponierte er die Ballett-Suite „In Monets Garten“.

## Leben
Brüngel studierte von 1968 bis 1971 am Konservatorium Dortmund. An der Universität Münster studierte er zusätzlich Erziehungswissenschaften. Er spielte zunächst als Bassist beim Kurt Weil Orchestra in Schweden sowie beim WDR-Ensemble Media Band unter der Leitung von Harald Banter und war Mitglied der 1972 gegründeten Jazzrock-Gruppe Time in Space bzw. des 1975 gegründeten JugendJazzOrchesters Nordrhein-Westfalen, des Dortmunder Jazzensembles und des Gesangsorchesters Peter Janssens. Außerdem wirkte er von 1980 bis 1985 am Schauspielhaus Bochum unter Claus Peymann bei den Theaterstücken Die heilige Johanna der Schlachthöfe, Der Kirschgarten, Unsere Republik und Die Fledermaus mit. Am Schauspielhaus Bochum lernte Brüngel Herbert Grönemeyer kennen; gemeinsam mit Markus Stockhausen musizierten sie in der Kölner Gruppe Ocean Orchestra.
Brüngel arbeitete ebenso als Bassist mit weiteren Künstlern wie Bernt Laukamp, Heiner Wiberny, Jon Eardley, Kurt Weil, Hanne Wilfert, Otto Bredl und Ingfried Hoffmann zusammen. Von 1980 bis 2011 war Klaus Brüngel musikpädagogisch tätig. Er vertonte einige Gedichte. 2010 komponierte er das Musical Meeresleuchten.
Als Bassist war er früher an einem gemeinsamen Album der Hötter-Zimmermann Studio-Group, des Rettenbacher Studio-Orchesters und der Berlin Studio-Group beteiligt.
1997 schrieb er das Lied Xa-lando für das gleichnamige Deutsch- und Sachbuch für Grundschulen in Deutschland.
2002 hatte er ein eigenes Orchester und konzertierte zu Gunsten der UNICEF unter anderen neben Kevin Tarte und Afsaneh Sadeghi.

## Veröffentlichungen

### Diskografie
- Piano sounds of harmony, Verlag Fröndenberg, 1994
- Ballet Music for Exercises Album 1 – 5, Edition Scores&Parts, Dortmund, 2013
- Preludes for Piano and Small Orchestra, Edition Scores&Parts, Dortmund, 2013
- Nocturnes for Piano, Edition Scores&Parts, Dortmund, 2013
- Four Tangos, Edition Scores&Parts, Dortmund, 2013
- Four Seasons, Edition Scores&Parts, Dortmund, 2013
- Homer’s Epic Odyssey Album 1 – 2, Edition Scores&Parts, 2013
- Homer’s Epic Odyssey Album 3, EAN 4250782288646, Edition Scores&Parts, 2014
- Kammermusikalische Phantasien, EAN 4250782317865, 2014
- Impressions Album 1 – 18, EAN 4250782288639, 2014
- Impressions Album 19-36, EAN 4250782290267, 2014
- Music Kaleidoscope, EAN 4250782288622, 2014
- In Monets Garten (Ballett Suite), EAN 4250782287168, 2014
- Ballet Music for Piano Album 1-30, EAN 4250782286314, 2014
- Ballet Music for Piano Album 31-60, EAN 4250782286345, 2014
- Ballet Music for the Professional Dancer, EAN 4250782352439, 2014
- Ballet Music for Dancers, EAN 4250782382931, 2014
- Music for Piano, Harp, Cor Anglais and Oboe D’Amore, EAN 4250782404015, 2015
- Pavane for Harp and Cor Anglais, EAN 4250782406149, 2015
- Scherzino for Oboe and Harp, EAN 4250782411167, 2015
- Piano Music for Ballet (Exercises), EAN 4250928372239, 2016
- Piano Music for Ballet 31-60 (Vol. 2), EAN 4250928388919, 2016
- Woodwinds Nocturne (Woodwinds, Piano and Harp), EAN 4250928391872, 2016
- Nocturne for String Quartet, EAN 4250928393579, 2016
- Kammermusikalische Phantasien 6-10, EAN 4250532598278, 2016
- Impromptu No. 2 (Music for Flute, Oboe, Strings and Piano), EAN 4250887849896, 2016
- Moonlight Dreams Ballet (14 Piano Pieces), EAN 4250887853497, 2017
- Ballet Suite No. 2, EAN 4251177538155, 2017
- Ballet Piano (31 – 60), EAN 4251177545276, 2017
- Côte d' Azur Suite, EAN 4061707001109, 2018
- Poetry for Cor anglais and Piano, EAN 4061707034930, 2018
- Vier Jahreszeiten (Musik für Englischhorn und Klavier), EAN 4061707378539, 2020
- Impromptu 3, EAN 4061707451539, 2020
- Tuesdays Nocturne, EAN 4061707453281, 2020
- Regentropfen, EAN 4061707457692, 2020
- Four in Four, EAN 4061707512261, 2021
- December Blues, EAN 4061707512148, 2021
- Ballad Woodwind, EAN 4061707503734, 2021
- Scarlett, EAN 4061707933127, 2022
- Forty Four, EAN 4067248025994, 2022
- September Piece, EAN 40672480331360, 2022
- Saturday Dreaming, EAN 4067248037799, 2022

### Bücher
- Xa-Lando – Lernen als Abenteuer. Materialien. Lesen – Sprache – Sachunterricht, Beteiligung, Schöningh Verlag im Westermann Schulbuchverlag, 1997, ISBN 978-3-14-063101-3
- JeKi elementar – Grundlagen Materialien Ideen – Beteiligung, Musikproduktion 2 CDs für Schott Music, 2011, ISBN 978-3-7957-5248-4
- Sylt Impressionen – Bilder Musik Prosa – Edition Scores&Parts, 2011, ISMN 978-0-50243-102-0

### Notenbücher
- Ballet Music For Exercises 1-5, Edition Scores&Parts, Dortmund, 2013, ISBN 978-3-95577-102-7
- Preludes for Piano and Small Orchestra, Edition Scores&Parts, Dortmund, 2013, ISBN 978-3-95577-225-3
- Nocturnes for Piano, Edition Scores&Parts, Dortmund, 2013, ISBN 978-3-95577-159-1
- Four Tangos, Edition Scores&Parts, Dortmund, 2013, ISBN 978-3-95577-161-4
- Four Seasons, Edition Scores&Parts, Dortmund, 2013, ISBN 978-3-95577-189-8
- Homer’s Epic Odyssey 1-2, Edition Scores&Parts, Dortmund, 2013, ISBN 978-3-95577-191-1
- Jazz Rhythm Changes One, Edition Scores&Parts, Dortmund, 2013, ISBN 978-3-95577-206-2
- Ballet Music for Piano Album 1-30, ISMN 9790502433055, 2014
- Ballet Music for Piano Album 31-60, ISMN 9790502433062, 2014
- Impressions Album 1-18, ISMN 9790502433079, 2014
- Impressions Album 19-36, ISMN 9790502433086, 2014
- Phantasies, ISMN 9790502433024, 2014
- Music Kaleidoscope, ISMN 9790502433031, 2014
- Musical Meeresleuchten, ISMN 9790502433772
- Ballet Piano 1-30, ISMN 9790502439644, 2015
- Ballet Piano 31-60, ISMN 9790502436865, 2015
- Ballet Music for Exercises, ISMN 9790502439859, 2015
- 3 Scores for Jazz Ensemble, ISMN 9790502430368, 2015
- Brass Duets, String Quartet, Piano Solo, ISMN 9790502439996, 2015
- Nocturnes for Piano Solo, ISMN 9790502439835, 2015
- Modality, Modal Pieces for Chamber Orchestra, ISMN 9790502439842, 2015
- Ballet Suite, In Monets Garden, ISMN 9790502439880, 2015
- Ballet Music for Dancers, ISMN 9790502439934, 2015
- Piano Solos, 10 pieces for the piano, ISMN 9790502439811, 2015
- Pieces for Chamber Orchestra, ISMN 9790502439838, 2015
- Meeresleuchten, Musical, ISMN 9790502439897, 2015
- Impressions, Musical Scores for Chamber Orchestra, ISMN 9790502439873, 2015
- Piano Music for Ballet 1-30, ISMN 9790502439750, 2015
- Piano Music for Ballet 31-60, ISMN 9790502439767, 2016
- Nocturne for String Quartet, ISMN 9790502434762, 2016
- Woodwinds Nocturne, Chamber Music, ISMN 9790502439743, 2016
- Ballet Suite No.2, ISMN 9790502435790, 2017
- Impromptu No.2, ISMN 9790502435622, 2017
- Code d' Azur Suite, Piece for Small Orchestra, ISMN 9790502436919, 2018
- Impromptu 3, ISMN 9790502438005, 2020
- Vier Jahreszeiten, ISMN 9790502439002, 2020
- Tuesdays Nocturne, ISMN 9790502438029, 2020
- Regentropfen, ISMN 9790502438050, 2020
- A Quiet Autumn, ISMN 9790502437077, 2020
- One Ruby Tuesday, ISMN 9790502437381, 2020
- Forty Four, ISMN 9790502439408, 2022
- September Piece, ISMN 9790502439446, 2022
- Saturday Dreaming, ISMN 9790502439491, 2022
- Tanz der Prinzessin, ISMN 9790502439538, 2022
- Walzer, ISMN 9790502439576, 2022
- July, ISMN 9790502439606, 2022
- August, ISMN 9790502436308, 2022
- QUARTEN UND ELF ACHTEL, ISMN 9790502436346, 2022
- Pianomusic for Ballet, ISMN 9790502437770, 2022
- Pianomusic for Ballet 2, ISMN 9790502436407, 2022
- Mohnblume: Sopran Solo, ISMN 9790502436377, 2022
- Rhythm Changes 4, ISMN 9790502436438, 2022
- Samstag: Kammermusik, ISMN 979-0502436445, 2022
- TIME IN SPACE: Kammermusik, ISMN 9790502437220, 2022
- Thursday: Kammermusik, ISMN 9790502437091, 2022
- Saxophone Quartet Music Vol.1, ISMN 9790502437237, 2022
- Saxophone Quartet Music Vol.2, ISMN 9790502437268, 2022
- Peace: Kammermusik, ISMN 9790502437312, 2022
- Bläsertrio: Horn in F, Trompete in B, Posaune, ISMN 9790502437800, 2023
- Nebeltropfen: Music für Holzbläser, ISMN 9790502437831, 2023
- Bläsertrio 3 und 4: Musik für Horn in F, Trompete in B, ISMN 9790502437862, 2023
- Pezzo Streichquartett, ISMN 9790502437909, 2023
- Probentag, Musik für Oboe, Englischhorn und Klavier, ISMN 9790502437930, 2023
- Nocturne Blue, Musik für Holzbläser, Bass und Klavier, ISMN 9790502437961, 2023

#### Piano Solo • Neue Musik
- Provocation • Audio/Video • ISRC DESN91300141
- Fire and Ice • Audio/Video • ISRC DESN91300140
- Ballet Music for Piano • Exercises 1 – 60 • Edition Scores&Parts • 2014
- Monday • ISMN 9790502431969 • Edition Scores&Parts • 2014

#### Duette
Tuba, Piccoloflöte
- Duet for Tuba and Piccolo • Audio/Video • ISRC DESN91300139

Oboe, Trombone
- Duet for Oboe and Trombone • Audio/Video • ISRC DESN91300138

#### Ensemble Musik, Partituren inklusive Audio
Querflöte, Oboe, Streichinstrumente, Cello, Harfe, Piano, Kontrabass
- Impressions 1 – 36 • Edition Scores&Parts • 2013

Querflöte, Oboe, Piano
- Modality 1 – 8 • Edition Scores&Parts • 2013

Querflöte, Oboe, Harfe, Fagott, Kontrabass
- Modality 9 La Mer and Fuge • Edition Scores&Parts • 2013

Querflöte, Oboe, Streichinstrumente, Harfe
- Modality 10 – 11 • Edition Scores&Parts • 2013

Jazz Orchester
- Jazz Rhythm Changes One – Three • Edition Scores&Parts • 2013

Querflöte, Oboe, Violinen, Cello, Harfe, Piano, Kontrabass
- Homer‘s Epic Odyssey III Album 1 – 23 • Edition Scores&Parts • 2013

Querflöte, Oboe, Violinen, Cello, Harfe, Kontrabass
- Ballett Suite – In Monets Garten • Edition Scores&Parts • 2014

Streichquartett
- Whole Tone String Quartet • ISMN 9790502431846
- Tweve-Tone String Quartet • ISMN 9790502431914

Querflöte, Oboe, Klarinette, Harfe
- Impromptu • ISMN 9790502431952

Querflöte, Englischhorn, Piano
- Perfect Fourth Game • ISMN 9790502433147